# Charles James Boykett

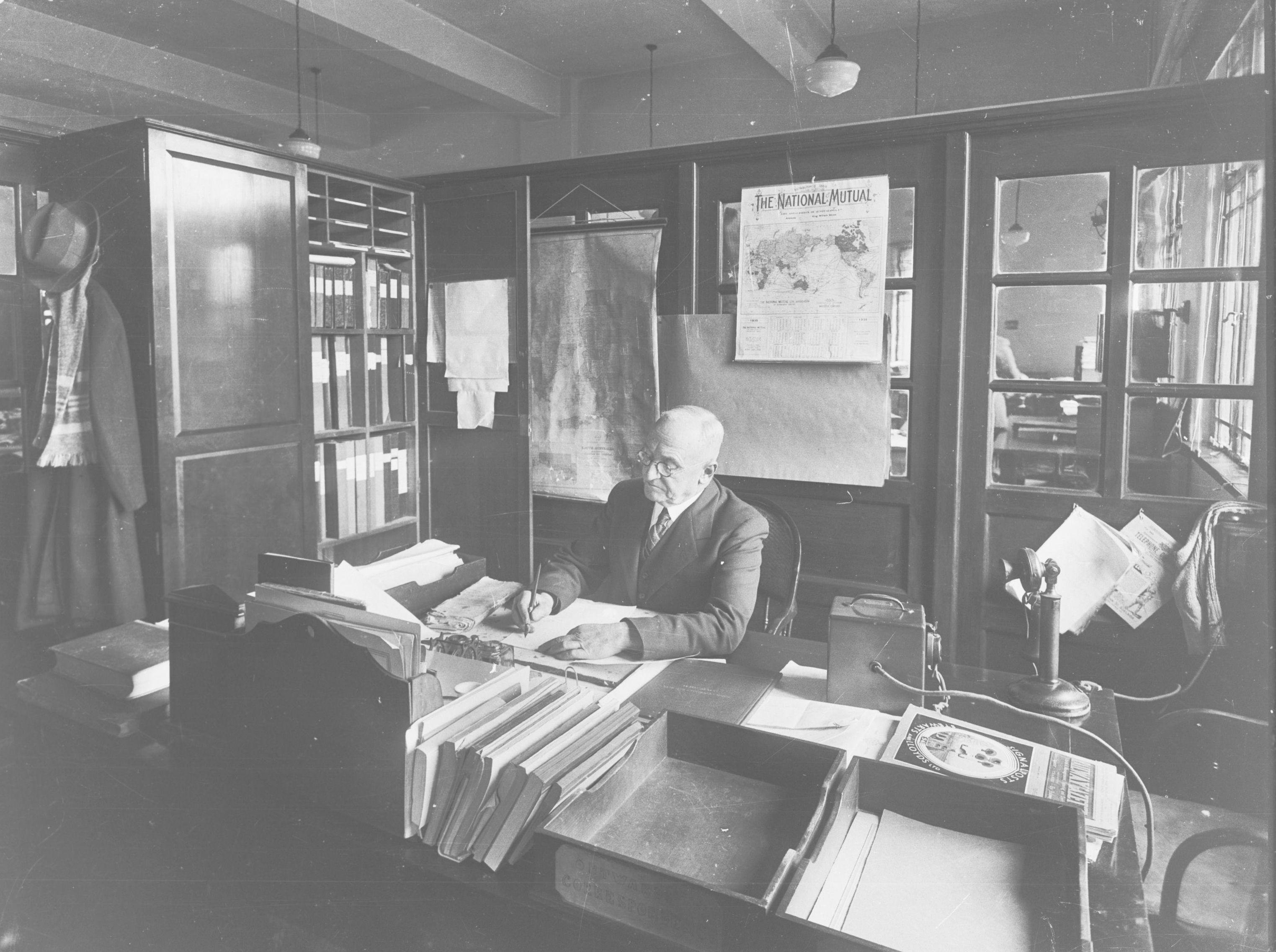
Charles James Boykett, um 1935

Charles James Boykett (* 1871; † 20. August 1948) war von 1916 bis zu seiner Pensionierung im Mai 1936 Generalsekretär des Eisenbahnkommissars der South Australian Railways.

## Leben
Charles James Boykett, der 1871 geboren wurde, wurde am Whinham College in North Adelaide ausgebildet. Er trat 1887 als Kadett in den öffentlichen Dienst ein, wurde 1909 zum Chefsekretär und 1916 zum Generalsekretär des Eisenbahnkommissars ernannt.
Während des Ersten Weltkriegs wurde er von der Commonwealth-Regierung für besondere Aufgaben im Zusammenhang mit der Einschreibung von Sonderarbeitern für Großbritannien und Frankreich eingesetzt und 1917 zum ehrenamtlichen Oberstleutnant im Ingenieur- und Eisenbahnerstabskorps der australischen Streitkräfte ernannt.
Er lebte in der Durham Street in Glenelg bei Adelaide, bis er 20. August 1948 verstarb.